# ديفيد كيمبل
ديفيد كيمبل (بالإنجليزية: David Kimball)‏ هو لاعب كرة قدم أمريكية أمريكي، ولد في 13 يناير 1982 في فريدريكسبيورغ في الولايات المتحدة.